# Ćosinac
Ćosinac – wieś w Chorwacji, w żupanii pożedzko-slawońskiej, w mieście Pleternica. W 2011 roku liczyła 54 mieszkańców.